# Asplenium athyrioides
Asplenium athyrioides är en svartbräkenväxtart som beskrevs av Fée. Asplenium athyrioides ingår i släktet Asplenium och familjen Aspleniaceae. Inga underarter finns listade.